# New Age
New Age (engl. für „Neues Zeitalter“) war eine im letzten Drittel des 20. Jahrhunderts gebräuchliche Bezeichnung für diverse Strömungen in der Esoterik. Ursprünglich etwa synonym mit dem astrologisch begründeten Begriff „Wassermannzeitalter“, wurde „New Age“ bald unabhängig davon in sehr freier Weise verwendet. Oft war auch von einer New-Age-Bewegung die Rede, was aus soziologischer Sicht jedoch problematisch ist. Gegen Ende des 20. Jahrhunderts kam die Bezeichnung „New Age“ aus der Mode.

## Begriffsgeschichte
Das Schlagwort „New Age“ wurde, soweit bis heute bekannt, erstmals 1804 von William Blake im Vorwort zu seiner Dichtung Milton verwendet. 1864 veröffentlichte der Amerikaner Warren Felt Evans eine Schrift mit dem Titel The New Age and Its Message, wobei mit der Botschaft (message) die Lehren Emanuel Swedenborgs gemeint waren. Ab 1894 erschien in England eine modernistische Zeitschrift namens The New Age mit wechselnder, teils politischer (sozialistischer), teils literarischer Ausrichtung, die ab 1907 unter der Federführung von Alfred Richard Orage u. a. auch spirituellen Themen gewidmet war. Eine gewisse Verbreitung fand der Begriff new age jedoch erst durch die theosophischen Schriften von Alice Bailey, und allgemein bekannt wurde er schließlich um 1970 im Umfeld der kalifornischen Protestbewegung. In diesem Zusammenhang war er zunächst etwa synonym mit „Wassermannzeitalter“; die damit verbundenen astrologischen Vorstellungen traten jedoch sehr schnell in den Hintergrund.
„New Age“ ist ein sehr unscharfer Sammelbegriff. Es etablierte sich nie eine klare Definition, und die Bezeichnung wurde in sehr freier Weise verschiedensten Strömungen und Gruppierungen zugeordnet. Laut Kocku von Stuckrads Einführung Was ist Esoterik? (2004) konnten zwar ideengeschichtlich gewisse Kontinuitäten in den beteiligten religiösen Traditionen aufgezeigt werden, die empirisch-soziologische Analyse ergebe jedoch, „dass von einer einheitlichen Bewegung mit übereinstimmenden Ansichten keine Rede sein kann“. Beispiele für Versuche einer engeren Begriffsbestimmung reichen von der These des Soziologen Hans Sebald, die New-Age-Bewegung sei eine „romantische Bewegung“, über den Entwurf einer Weltanschauung des New Age durch den Philosophen und Soziologen Christof Schorsch bis zu der (primär auf Deutschland bezogenen) Ansicht des Religionswissenschaftlers Christoph Bochinger, es handele sich weder um eine Bewegung noch um eine Weltanschauung, sondern um einen hauptsächlich durch einige Buchverlage geprägten „Sammelbegriff für Religion im Abendland unter den Bedingungen der Moderne, die sich aus dem kirchlichen Rahmen gelöst hat“.
Im Rückblick wird „New Age“ vielfach mit der Protestbewegung der 1960er Jahre in Zusammenhang gebracht, obwohl die Bezeichnung damals noch kaum gebräuchlich war. In dieser Perspektive bezeichnet „New Age“ die gesamte alternative Bewegung seit den 1960er Jahren. Demgegenüber weist der Kulturhistoriker und Religionswissenschaftler Wouter J. Hanegraaff in seiner Monographie New Age Religion and Western Culture (1996) auf bedeutende Unterschiede zwischen der Bewegung der 1960er und jener der 1980er Jahre hin: In den 1960ern handelte es sich vorwiegend um Jugendliche, die politisch links orientiert waren und zu radikalen politischen Aktionen neigten; auch war der Gebrauch psychedelischer Drogen sehr verbreitet. In den 1980ern hingegen beschränkte sich die Bewegung nicht mehr auf eine bestimmte Generation, Karl Marx und Che Guevara spielten keine Rolle mehr, politische Aktionen gehörten nicht mehr zum typischen Handlungsrepertoire, und anstelle von Drogen bevorzugte man Meditationen und andere spirituelle Techniken der „Bewusstseinserweiterung“.
Im deutschen Sprachraum kam die Bezeichnung „New Age“ erst gegen Ende der 1970er Jahre in Gebrauch, und den Höhepunkt ihrer Verbreitung hatte sie hier etwa von 1985 bis 1988. Durch die zunehmende kommerzielle Verwendung erhielt sie ab den 1980er Jahren – zunächst im englischen Sprachraum – für bisherige Anhänger einen negativen Beigeschmack, und auch prominente Vertreter wie Fritjof Capra distanzierten sich davon. Heute wird „New Age“ nur noch selten als Selbstbezeichnung verwendet und häufig sogar als Schimpfwort betrachtet.

## Geschichte
Die Ursprünge der Bewegung oder des kultischen Milieus (Hanegraaff), das mit dem Begriff „New Age“ verbunden ist, lassen sich mindestens bis zum Okkultismus des 18. Jahrhunderts zurückverfolgen. In einem engeren Sinn bezeichnet Hanegraaff die UFO-Kulte der 1950er Jahre als „Proto-New-Age-Bewegung“. Dabei handelt es sich um ein Milieu, in welchem vermeintliche Sichtungen von UFOs mit einer herannahenden Apokalypse in Verbindung gebracht wurden. Diese UFO-Kulte waren teilweise von der theosophischen Lehre von Alice Bailey beeinflusst, die auch die Bezeichnung „New Age“ einbrachte. In den 60er Jahren kamen „alternative“ Lebensgemeinschaften wie die im schottischen Findhorn hinzu, in denen anfangs auch eine apokalyptische Erwartungshaltung herrschte. Da die Apokalypse jedoch ausblieb, etablierte sich stattdessen (anscheinend ausgehend von Findhorn) der Glaube, dass das neue Zeitalter bereits begonnen habe, aber nicht, wie erwartet, als Katastrophe über die Menschheit hereingebrochen sei, sondern lediglich die Möglichkeit eröffne, durch eine veränderte Lebensweise und innere Haltung der Menschen verwirklicht zu werden. Diese frühe New-Age-Bewegung (Hanegraaff nennt sie new age sensu stricto) ging von Großbritannien aus, war stark theosophisch und anthroposophisch geprägt, und das zentrale Thema war das neue Wassermannzeitalter.
In den 1970er Jahren wurde die Bezeichnung „New Age“ im englischen Sprachraum in weiteren Kreisen gebräuchlich und mit einer Vielzahl „alternativer“ Ideen und Zielsetzungen verbunden. Parallel dazu entwickelte sich das Bewusstsein, einer Bewegung anzugehören. Der Schwerpunkt verlagerte sich nach Nordamerika, wo vor allem die kalifornische „Gegenkultur“ (counterculture) und die Tradition der Neugeist-Bewegung (new thought movement) bedeutende Einflüsse ausübten. Theosophische und anthroposophische Elemente wie das Konzept des Wassermannzeitalters traten in der Vielfalt der Themen in den Hintergrund. In den 80ern fasste diese breitere Bewegung (new age sensu lato bei Hanegraaff) dann auch im deutschsprachigen Raum Fuß, und der Soziologe Christof Schorsch schrieb 1988, in Deutschland sei „eine soziale Bewegung entstanden, die längst eine auch soziologisch relevante Größenordnung erreicht“ habe. Demgegenüber vertrat der Religionswissenschaftler Christoph Bochinger in seiner 1994 publizierten Dissertation „New Age“ und moderne Religion die Auffassung, dass hierzulande von einer konsistenten Bewegung oder gar von einer Weltanschauung nicht die Rede sein könne, sondern in erster Linie von einer Marketing-Inszenierung einiger Buchverlage. Vor allem in den USA war in den 1980er und 1990er Jahren ein starker Trend zu beobachten, New-Age-Spiritualität mit dem Streben nach materiellem Erfolg zu verbinden, und das war nach Heelas das auffallendste Kennzeichen des späten New Age und in den 1990er Jahren der am schnellsten wachsende Sektor.
Mitte der 1990er Jahre trat insbesondere im deutschsprachigen New-Age-Milieu ein starkes Interesse an Verschwörungstheorien auf, wie sie etwa Jan van Helsing verbreitet. In diesem Zusammenhang öffnete sich das bislang eher links-liberale und großenteils unpolitische Milieu rechtsextremem Gedankengut. Als Gründe für dieses plötzliche Umschwenken in einen pessimistischen Diskurs sieht Nicholas Goodrick-Clarke die politische Situation nach Margaret Thatcher und Ronald Reagan und das Ausbleiben der erhofften spirituellen Wandlung, das durch Verschwörungsfantasien plausibel werden konnte. Eine bedeutende Rolle spielte auch die verstärkte Hinwendung zu keltisch und germanisch orientierten Richtungen des Neuheidentums.
Da der Terminus „New Age“ seit den 1980er Jahren in Misskredit geriet und heute nur noch selten als Selbstbezeichnung verwendet wird, betrachtet von Stuckrad die New-Age-Bewegung als eine bereits abgeschlossene Episode der Religionsgeschichte, die nur noch durch externe Zuschreibungen (von Kritikern und mit der Sache befassten Wissenschaftlern) künstlich am Leben gehalten werde. Das Milieu, das zeitweilig als New-Age-Szene bestand, sei allerdings – ebenso wie die hauptsächlichen Themen – weiterhin vorhanden und könne zu großen Teilen einfach als moderne Esoterik bezeichnet werden.

## Bedeutende Vertreter
Wesentlich zur Verbreitung des Begriffs New Age beigetragen hat das Buch Revelation: The Birth of a New Age (1971) von David Spangler, der sich einige Jahre in der Findhorn-Gemeinschaft in Schottland aufhielt und dort seine Visionen eines neuen Zeitalters niederschrieb. Als Quelle gab er erchannelte Botschaften an; seine beigefügten Kommentare lassen einen starken Einfluss der Theosophie Alice Baileys erkennen. Dieses Buch avancierte in den USA schnell zu einem der grundlegenden Texte der sich formierenden New-Age-Subkultur.
Ebenfalls ein typischer Vertreter des frühen, in Großbritannien heimischen New Age (New Age sensu stricto) war George Trevelyan mit A Vision of the Aquarian Age (1977). Trevelyan entwarf eine sehr idealistisch-spirituelle Weltsicht, die stark anthroposophisch und theosophisch geprägt war und besonders an den britischen Idealismus der Romantik anknüpfte.

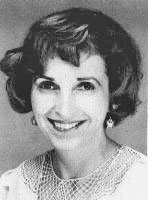
Marilyn Ferguson

Ein vielzitiertes Werk der mittleren Phase des New Age ist das Buch The Aquarian Conspiracy: Personal and Social Transformation in the 1980s (1980), (dt.: Die sanfte Verschwörung. Persönliche und gesellschaftliche Transformation im Zeitalter des Wassermanns, 1982) von Marilyn Ferguson. Hanegraaff bezeichnet es als das „Manifest“ des mittleren New Age (frühe New-Age-Bewegung sensu lato), in dem das in weiten Kreisen aufkommende Bewusstsein, einer Bewegung anzugehören, repräsentativ formuliert sei. Ferguson prognostizierte darin für die gerade angebrochenen 1980er Jahre einen tiefgreifenden gesellschaftlichen Wandel, der von Netzwerken von New-Age-Anhängern ausgehen werde. Nachdem dieser prognostizierte Wandel nicht eingetreten war, ersetzte sie bei einer Neuauflage in den frühen 1990er Jahren das „in the 1980s“ durch „in our time“ (in unserer Zeit).
An Ferguson schloss der Physiker Fritjof Capra mit The Turning Point (1982), (dt.: Wendezeit, 1983) an, worin er einen Paradigmenwechsel in der Wissenschaft verkündete: Das bisherige mechanistische, newtonisch-cartesische Paradigma sei überholt und werde durch ein neues holistisch-systemtheoretisches und ökologisches Paradigma abgelöst, welches auch eine spirituelle Dimension einschließe und sowohl mit aktuellen Entwicklungen der Naturwissenschaft wie mit alten östlichen mystischen Traditionen im Einklang stehe. Das werde die Gesellschaft grundlegend verändern und zahlreiche Probleme, die Capra dem „alten“ Paradigma anlastete, lösen. Capras Buch war im deutschen Sprachraum das meistverkaufte „Standardwerk“ des New Age.
Typisch für die Kommerzialisierung und Banalisierung des späteren New Age, von dem sich Spangler, Capra u. a. distanzierten, sind die autobiographischen Bestseller und die daran anschließenden Fernsehsendungen der Schauspielerin Shirley MacLaine, beginnend mit Out on a Limb (1983).

## Zentren und Ansiedlungen
Die berühmtesten und richtungsweisenden Zentren der New-Age-Bewegung sind die Findhorn Foundation im Nordosten Schottlands und das Esalen-Institut in Big Sur, Kalifornien, beide 1962 gegründet. Die Findhorn-Gemeinschaft war als alternative Lebensgemeinschaft das Zentrum des frühen New Age, während das Esalen-Institut als Gründung der Psychologen Michael Murphy und Richard Price primär ein Veranstaltungszentrum ist, das in den 1970er Jahren jährlich zehntausende Teilnehmer verzeichnete. Beide waren Vorbilder für zahlreiche ähnliche Gründungen.

## Grundzüge der New-Age-Religiosität
Hanegraaff identifizierte, bei aller Vielfalt im Einzelnen, fünf grundlegende Tendenzen der New-Age-Religiosität:
- Ausrichtung auf das Diesseits (this-worldliness) oder – zumeist – auf ein diesem ähnlich vorgestelltes Jenseits (weak this-worldliness),[23]
- Holismus – Alles hängt mit Allem zusammen,[24]
- Evolutionismus, wobei die Evolution als gerichtet und/oder kreativ angesehen wird und die Entwicklung des menschlichen Bewusstseins, der Gesellschaft und des ganzen Kosmos umfasst,[25]
- Psychologisierung der Religion und Sakralisierung der Psychologie: die Evolution des Bewusstseins führt zur vollkommenen Erleuchtung, die zugleich Selbst-Erkenntnis und Gott-Erkenntnis ist[26] und letztlich impliziert, dass überhaupt jegliche Realität durch den „Geist“ (mind) geschaffen wird,
- Erwartung eines neuen Zeitalters.

In Bezug auf Gott oder das Göttliche war im New Age die ganze Bandbreite von einem Pantheismus, der alles als göttlich betrachtet, bis zu einem moderaten Atheismus vertreten. Dabei war eine eher atheistische Haltung typischerweise mit einem ausgeprägten Interesse für die moderne Physik verbunden. Viele New Ager hingen einem monotheistischen Glauben an, wobei sie sich selbst oft als Christen betrachteten. Ebenfalls verbreitet waren polytheistische Vorstellungen, die an alte heidnische Traditionen anknüpfen (Neopaganismus) oder psychologisch im Sinne der Jungschen Archetypenlehre begründet sein konnten (z. B. bei Vivianne Crowley). Darüber hinaus war der Glaube an die Existenz weiterer nicht-körperlicher Wesen wie Engel oder Naturgeister verbreitet.
Diese Unbestimmtheit des Gottesbildes resultierte aus einer Betonung der eigenen spirituellen Erfahrung gegenüber vorgegebenen Glaubensinhalten. Das Göttliche war nach der Überzeugung der New Ager innerlich erfahrbar, und definitionsartige Aussagen galten als dem Wesen dieser Erfahrung nicht angemessen. Charakteristisch war daher eine ausgeprägte Toleranz gegenüber verschiedensten Erfahrungsweisen des Göttlichen. Überwiegend abgelehnt wurde allerdings die „anthropomorphe“ Vorstellung eines richtenden und strafenden Gottes außerhalb der eigenen Erfahrung.
Dem Tod wurde in den Glaubenssystemen des New Age (mit Ausnahme des Neopaganismus) keine große Bedeutung beigemessen. Er galt grundsätzlich nur als Übergang zu einer anderen Existenzform, da nur der Körper als sterblich und die Seele als unsterblich angesehen wurde. Damit war zumeist ein Glaube an die Wiedergeburt in einem anderen Körper verbunden. Im Unterschied zur traditionellen jüdischen, christlichen und islamischen Religiosität war die Spiritualität des New Age aber nicht auf ein zukünftiges besseres Leben ausgerichtet, sondern auf die Verbesserung dieses Lebens. Entsprechend wurde auch das hinduistische oder buddhistische Karmagesetz zwar als Thema aufgegriffen, aber als Gesetz oder Regel weitgehend abgelehnt. Wichtig war, das höhere Selbst in diesem Leben zu verwirklichen, nicht die Vermeidung „schlechten“ Karmas für künftige Verkörperungen.
Der britische Religionswissenschaftler Paul Heelas verglich 1996 das Menschenbild und den Gottesbegriff des New Age mit denen des traditionellen Christentums. Während der traditionelle Christ sich dem Sündenfall unterworfen sieht, seine Erlösung durch Gott erhofft und diese durch Gottesdienst, Gebet und Gehorsam zu erlangen sucht, betrachtet der New Ager laut Heelas sein eigentliches Selbst als grundsätzlich gut, ja als göttlich, und er arbeitet daran, es zu verwirklichen. Während der Christ den biblischen Geboten folgt, lenke der New Ager seine Aufmerksamkeit auf eine innere Stimme, der er einen göttlichen Status zuschreibe. Somit halte der New Ager sich selbst schon für gottgleich, während der traditionelle Christ seinen Gott unendlich weit über sich stehend und nicht einmal dem menschlichen Verständnis zugänglich vorstellt. Gemeinsam sei beiden jedoch das Ziel, das gewöhnliche Ego zu überwinden oder zu transformieren.
Neben originär westlichen Elementen fanden auch östliche Religionen Eingang in das New Age, insbesondere der Hinduismus und der Buddhismus. Dies geschah teils indirekt über die Theosophie und die Neugeist-Bewegung, teils direkt durch die Rezeption der Lehren im Westen wirkender Vertreter dieser Religionen wie Swami Vivekananda und Paramahansa Yogananda. Allerdings wurden diese orientalischen Lehren durchweg stark idealisiert und modernen westlichen Denkgewohnheiten angepasst.
Der amerikanische Religionswissenschaftler Hugh Urban bezeichnet New Age als breites Spektrum alternativer spiritueller Überzeugungen und Praktiken, die zwei Gemeinsamkeiten hätten: Im Unterschied zu anderen neuen religiösen Bewegungen wie dem Mormonentum oder Scientology werde zum einen nicht streng zwischen Mitgliedern und Nichtmitgliedern unterschieden. Es sei eine überaus individualistische und eklektische Bewegung, die dem Suchenden erlaube, sich aus diversen religiösen, philosophischen und psychologischen Ideen und Praktiken eine eigene Weltsicht frei zusammenzustellen. Zum anderen zeichne es sich durch eine optimistische Zukunftsorientierung aus, wohingegen etwa der Neopaganismus Quellen aus vorchristlicher Zeit in den Blick nehme.

## Das Neue Zeitalter
Über das Neue Zeitalter (New Age in engeren Sinn) oder Wassermannzeitalter als die zentrale Vision der New-Age-Bewegung kursierten zahlreiche unterschiedliche Darstellungen. Gemeinsam war dabei der Grundgedanke, dass die menschliche Kultur sich im Niedergang befinde und dass das Neue Zeitalter wieder einen Aufstieg bringen und alles zum Besseren wenden werde. Darüber, wann dieses Zeitalter beginnen werde oder bereits begonnen habe, waren viele divergierende Angaben im Umlauf. David Spangler schrieb in seinem einflussreichen Buch Revelation: The Birth of a New Age (1971), das Neue Zeitalter habe bereits an Weihnachten 1967 begonnen. Ein anderes häufig genanntes Datum war der 16./17. August 1987. Vielfach wurde die Jahrtausendwende genannt, und wieder andere Angaben verlegten den Beginn der Neuen Zeit um einige Jahrhunderte in die Zukunft.
Die erwarteten Veränderungen waren äußerst vielfältig, aber durchweg tiefgreifend. In den radikalsten Versionen betrafen sie sogar physikalische Parameter wie die Schwerkraft oder das Spektrum des Sonnenlichts. Manche Autoren verkündeten das Ende des gewohnten körperlichen Daseins und versprachen einen „Himmel auf Erden“. In diesen Fällen sollten die Veränderungen von außen über die Welt und die Menschheit hereinbrechen. Solche Vorstellungen waren besonders charakteristisch für das frühe New Age; in manchen Ländern wie Brasilien und Japan waren sie auch in jüngerer Zeit noch sehr verbreitet. Dem standen andere Visionen gegenüber, wonach die Veränderungen äußerlich unsichtbar auf einer „ätherischen Ebene“ stattfinden sollten und/oder gar nicht von außen verursacht, sondern allein durch ein verändertes Bewusstsein und eine veränderte Lebensführung der Menschen bewirkt werden sollten. Laut Heelas waren die letzteren, auf die Aktivität der Menschen abstellenden Visionen wesentlich häufiger als diejenigen, welche eine äußere Verursachung implizierten. Als eine dritte häufige Version von New-Age-Visionen neben diesen radikalen und moderaten Varianten sowie zahlreichen zwischen diesen Extremen liegenden Formen unterschied Hanegraaff noch das „Pathos der Veränderung“ (pathos of change), in dem nur Gefühle zum Ausdruck kamen, ohne dass konkret geschildert wurde, worin die erwarteten Veränderungen bestehen sollten.
Die Aktivitäten, mit denen New-Age-Anhänger die Krise der Menschheit überwinden und das Neue Zeitalter einleiten wollten, wurden ganz überwiegend als „innere Arbeit“ im Sinne einer Evolution des Bewusstseins verstanden. Ein zentraler Gedanke war dabei das Erreichen einer Kritischen Masse und eine dadurch ausgelöste Kettenreaktion. Dieser Gedanke lässt sich historisch auf Lyall Watsons Schilderung über den „Hundertsten Affen“ zurückführen; auch Rupert Sheldrakes Hypothese der Morphischen Resonanz wurde herangezogen. Die Vorstellungen darüber, wie viele spirituell zusammenarbeitende Menschen eine Kritische Masse bilden könnten, reichten von 10 Personen (David Peat) bis zu 50 Millionen (George Trevelyan).

## New Age als Kulturkritik
Allen Spielarten des New Age war gemeinsam, dass sie sich gegen die vorherrschenden kulturellen Trends und gegen die moderne westliche Gesellschaft wendeten. Die dualistischen und reduktionistischen Tendenzen der modernen westlichen Kultur wurden für die Krise, in der sich die Welt befände, verantwortlich gemacht, und das New Age wollte Wege anbieten, um diese zu überwinden. Hanegraaff bezeichnete das New Age deshalb grundsätzlich als Kulturkritik. Diese habe sich vor allem gegen den Dualismus im vorherrschenden, als dogmatisch betrachteten Verständnis des Christentums und gegen den Rationalismus und Szientismus gerichtet, die als dem vorherrschenden Weltverständnis zugrunde liegende Ideologie angesehen wurden. New Age habe sich als dritte Option verstanden, die Religion und Wissenschaft auf einer höheren Ebene verbinden könne.

## Säkularisierte Esoterik
Inhaltlich griff die New-Age-Bewegung vor allem Traditionen der westlichen Esoterik des 18. und 19. Jahrhunderts auf, allerdings – so Hanegraaff – in säkularisierter Form. Wie die traditionelle Esoterik betonte auch das New Age die Bedeutung persönlicher, innerer Erleuchtung oder Offenbarung gegenüber der Ratio und dem konfessionellen Glauben; es verband diese jedoch synkretistisch mit modernen säkularen Elementen wie Evolution und Psychologie, wie es bereits für die westliche Esoterik des frühen 20. Jahrhunderts charakteristisch war. Insofern war die religiöse Substanz des New Age schon seit dem frühen 20. Jahrhundert vorhanden; neu war nach Hanegraaff lediglich, dass in den 1970er Jahren das Bewusstsein hinzukam, einer Bewegung anzugehören.

## Themen des New-Age-Marktes
1989 legte die Zeitschrift esotera, die nach Ansicht des Soziologen Horst Stenger den damaligen New-Age-Markt repräsentierte, folgende Kategorien für sich fest:
- Neues Denken und Handeln,
- Esoterische Lebenshilfen,
- Ganzheitliche Gesundheit,
- Paranormale Erscheinungen,
- Urwissen der Menschheit,
- Spirituelle Kreativität.

Eine systematische Erhebung in führenden New-Age-Buchläden in den Niederlanden, ergänzt durch Stichproben in Deutschland, Frankreich und England, ergab in den Jahren 1990–1992 folgende inhaltliche Schwerpunkte:
- Channeling,
- Heilen (alternative Heilweisen),
- „New Age Science“,
- Neopaganismus (Neuheidentum), insbesondere Wicca und davon abgeleitete Strömungen[40]
- Das „Wassermannzeitalter“ (= New Age) und die New-Age-Bewegung.

Ein weiterer bedeutender Sektor des New-Age-Marktes waren Seminare, die die Entwicklung der Spiritualität der Teilnehmer fördern und zumeist auch zu einem erfolgreicheren äußeren Leben beitragen sollten.

### Channeling
Als Channeling oder Channeln wird nach der Überzeugung der New-Age-Anhänger der Vorgang bezeichnet, dass eine Person als Channel (Vermittler oder Medium) für die Übertragung von Informationen fungiert. Die Quellen, von denen diese Informationen oder Botschaften stammen sollen, sind zumeist höhere, nicht verkörperte Wesen wie Gott, Jesus, Engel, antike Gottheiten, das kollektive Unbewusste oder Naturgeister, in anderen Fällen auch Außerirdische oder gewisse Tiere (Delfine und andere Wale). Oft, aber nicht immer, befindet sich das Medium dabei in Trance. Die Botschaften werden zumeist mündlich wiedergegeben, seltener durch das Medium selbst niedergeschrieben. Sie sollen der Vermittlung von Wissen dienen und Anleitungen zum Handeln geben.

### Heilen im Kontext des New Age
In einem weit gefassten Sinn hatte, wie Heelas bemerkte, das ganze New Age mit Heilen zu tun: Heilen des Planeten Erde, Heilen der kapitalistischen Arbeitswelt, Heilen der Persönlichkeit und Heilen von Krankheit in einem eher traditionellen Sinn. Charakteristisch für New Age sei dabei die Verlagerung der Autorität und Verantwortung von außen nach innen. In Bezug auf den Menschen meinte Heilen im New-Age-Milieu nicht das Kurieren bestimmter, definierter Krankheiten. Es befasste sich mit dem ganzen Menschen und insbesondere mit seinem subjektiven Erleben, zu dem auch die spirituelle Dimension und das soziale Umfeld gehörte. Der Krankheit und dem Umgang mit ihr wurde eine Bedeutung zugesprochen, zumeist in einem spirituell-religiösen Sinn. Darin stimmten die alternativen Heilweisen der New-Age-Szene weitgehend mit älteren, prä-modernen medizinischen Traditionen überein. Der spirituelle Bereich wurde als wesenhaft heilend aufgefasst. Die Heilung sollte von innen kommen, aus dem eigenen Erfahren der natürlichen Ordnung als einer Ganzheit.
Hanegraaff unterschied vier Haupt-Strömungen des Heilens im New Age: die Human-Potential-Bewegung, die Ganzheitliche Medizin, die Transpersonale Psychologie und das schamanische Bewusstsein. Den Ausgangspunkt der Human-Potential-Bewegung bildete die Überzeugung, dass die moderne Gesellschaft den Menschen von seinem eigentlichen Selbst entfremdet und daran hindert, sein natürliches Potential zu entfalten. Um wirklich „gesund“ zu sein, müsse er daher sein unterdrücktes Selbst wiederfinden. Die Ursprünge dieser Bewegung liegen im Sensitivitäts-Training der späten 1940er Jahre, aus dem in den 1960er Jahren die Gruppentherapien hervorgingen. Unter dem Einfluss der Bioenergetik und der Gestalttherapie entwickelten sich zahlreiche Methoden der „Körperarbeit“. In den 1970er Jahren wurde die von Abraham Maslow geprägte Bezeichnung „human potential“ gebräuchlich, während die ursprünglich psychotherapeutische Bewegung unter dem Einfluss östlicher Religionen und unter Hinzunahme der transpersonalen Perspektive eine starke spirituell-religiöse Ausrichtung erhielt und eine Erweiterung des Bewusstseins zum Transzendenten ins Zentrum der Bestrebungen rückte.
Die Transpersonale Psychologie sollte als „vierte Kraft“ die positivistische oder behavioristische Psychologie (erste Kraft), die Psychoanalyse (zweite Kraft) und die humanistische Psychologie (dritte Kraft) ergänzen. Sie betrachtet religiöse und mystische Erfahrungen als einen eigenständigen, höheren Bereich des Bewusstseins und widmet sich dessen Erforschung, wobei psychedelische Drogen und andere „bewusstseinserweiternde“ Techniken eingesetzt werden. Eng mit der Transpersonalen Psychologie verbunden ist der New-Age-Schamanismus. Hier werden die traditionellen Techniken der Schamanen zur Veränderung des Bewusstseins eingesetzt, jedoch im Unterschied zur Tradition nicht nur durch Spezialisten, da das schamanische Bewusstsein für jedermann zugänglich sein soll. Dieses Bewusstsein soll es ermöglichen, mit Geistern, Göttern und nicht verkörperten Seelen zu verkehren. Ein weiterer Unterschied zum traditionellen Schamanismus liegt darin, dass New-Age-Schamanen in Trance in eine übersinnliche Welt aufzusteigen streben und den im traditionellen Schamanismus ebenso bedeutenden umgekehrten Vorgang des Besessenwerdens durch Geister ablehnen.
Diesen Strömungen, welche primär auf die Psyche ausgerichtet sind, steht die Ganzheitliche Medizin gegenüber, indem sie sich mehr dem Körper zuwendet. Da der Mensch aber als Einheit von Körper und verschiedenen Ebenen des Psychischen und Geistigen betrachtet wird, erlangen auch beim Blick auf körperliche Krankheiten diese „höheren“ Ebenen eine große Bedeutung, indem psychologische Faktoren wie Stress als Ursachen von körperlichen Erkrankungen ausgemacht werden und entsprechend auch die Therapie bei der Psyche ansetzt. Jeder Mensch ist in dieser Sicht verantwortlich für seine Gesundheit oder Krankheit, und letztere wird als Herausforderung betrachtet, eine tiefere Bedeutung zu erkennen. Folglich ist auch die Therapie individuell und nicht auf abstrakte Krankheiten ausgerichtet. So ist die Ganzheitsmedizin eng mit der Human-Potential-Bewegung verbunden, und beide entwickelten sich in enger Wechselwirkung, wobei die Ganzheitsmedizin in ihren Ursprüngen allerdings weiter zurückreicht. In letzter Zeit erfreuen sich die traditionelle chinesische Medizin und das japanische Reiki großer Popularität.
Auch die Heilung der Erde sollte nach den Vorstellungen der New Ager bei der Veränderung des eigenen Bewusstseins beginnen. Bedeutende Anstöße gaben hier das Buch Small is Beautiful – A Study of Economics as if People Mattered (1973) des deutsch-britischen Ökonomen Ernst Friedrich Schumacher, in der dieser eine „buddhistische Ökonomie“ entwickelte, die Begründung der Tiefenökologie durch den norwegischen Philosophen Arne Næss (1972) und die Prägung des Begriffs „Ökofeminismus“ durch Françoise d’Eaubonne (1974).

### Seminare

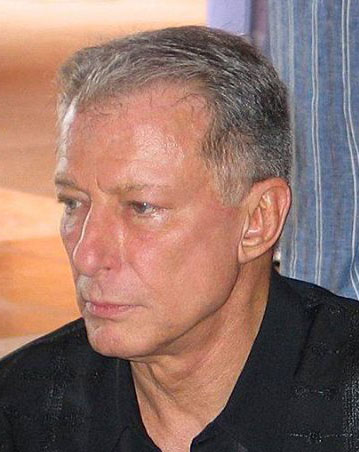
Werner Erhard

Als Schlüsselfigur der „Seminar-Spiritualität“ des New Age gilt der frühere Scientology-Anhänger Jack Rosenberg alias Werner Erhard, der 1971 das „Erhard Seminars Training“ (est) begründete und zahlreiche Nachahmer fand. Paul Heelas schätzte 1996, dass bis zu diesem Zeitpunkt mindestens fünf Millionen Menschen an est und ähnlichen Seminaren teilgenommen hatten. Im Gegensatz zu den Aussteiger-Tendenzen des frühen New Age und der Protestbewegung versprachen diese Seminare neben der spirituellen Entwicklung der Teilnehmer auch positive Auswirkungen auf den Erfolg in materieller Hinsicht, und ab der Mitte der 1980er Jahre waren spezielle Veranstaltungen für Manager und andere Geschäftsleute ein Schwerpunkt des New-Age-Seminarwesens. An der Organisation und Finanzierung solcher Veranstaltungen waren zum Teil auch Wirtschaftsunternehmen wie General Motors und Lockheed beteiligt; die Ausgaben der amerikanischen Wirtschaft für New-Age-Seminare wurden in den 1980er Jahren auf 4 Milliarden Dollar pro Jahr geschätzt. Daneben etablierte sich ein entsprechendes Angebot an Büchern speziell für Geschäftsleute.
Erhards Seminare zogen (in den USA) sehr viel Aufmerksamkeit auf sich, teils wegen der drastischen, an Scientology erinnernden Methoden, teils aber auch wegen der Popularität von Sympathisanten wie etwa John Denver. Das erklärte Ziel der Seminare war persönlicher Erfolg („to get it“), und das grundlegende Postulat der est-„Philosophie“ war, dass jeder Mensch seine eigene Realität erschafft und daher allein für die Umstände verantwortlich ist, in denen er lebt. Wer nicht erreichte, was er erreichen wollte, hatte ein „Problem“, mit dem er auf dramatische Weise konfrontiert wurde. Dazu gehörten etwa der Entzug von Schlaf und anderen „vermeintlichen Notwendigkeiten“, um deren Entbehrlichkeit zu „realisieren“, und die Konfrontation mit den größten persönlichen Ängsten. Nachdem auf diese Weise „das Problem identifiziert“ war, wurde die est-Philosophie zu dessen Überwindung angeboten, die ganz auf „feeling“ und „action“ ausgerichtet war. In einer wissenschaftlichen Studie über derartige Seminare gaben viele Teilnehmer an, das Seminar habe ihr Leben verändert, konnten aber durchweg nicht präzisieren, worin diese Veränderung bestehe.

### New Age Science

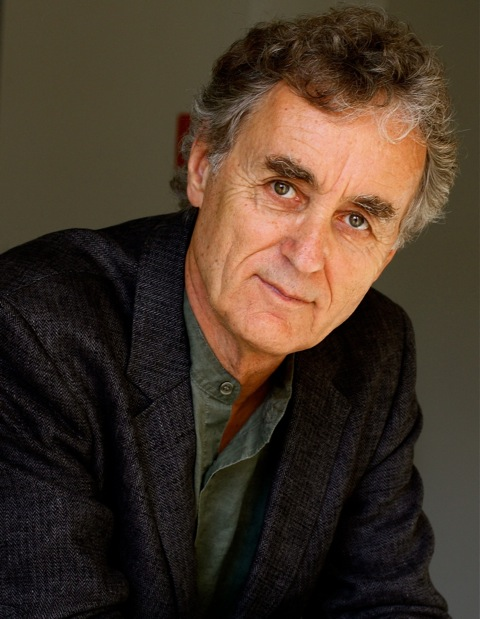
Fritjof Capra (2010)

Das Verhältnis des New-Age-Milieus zur Naturwissenschaft war zwiespältig. Während der akademische Rationalismus eher abgelehnt oder negativ bewertet und die traditionelle Naturwissenschaft als materialistisch, reduktionistisch und unmenschlich verurteilt wurde, fanden einige Entwicklungen der modernen Naturwissenschaft, namentlich der Theoretischen Physik, großen Anklang, da die New Ager in ihnen einen Paradigmenwechsel sahen, der den Materialismus und Reduktionismus überwinden werde und eine ganzheitliche Perspektive eröffne, in der auch eine spirituelle Weltsicht ihre Berechtigung habe. Diese Interpretationen naturwissenschaftlicher Befunde wurden als „New Age Science“ zusammengefasst. Dabei waren sich Anhänger und Kritiker darin einig, dass sie im Widerspruch zum wissenschaftlichen „Mainstream“ standen. Von Kritikern wurden sie daher den „Grenzwissenschaften“ oder der „Pseudowissenschaft“ zugeordnet; die Protagonisten sahen sich dagegen als Avantgarde des wissenschaftlichen Fortschritts und als Pioniere auf dem Weg zu einer radikal neuen Weltsicht. In einigen Fällen handelte es sich um anerkannte Fachwissenschaftler, die bedeutende Beiträge zur Grundlagenforschung geleistet hatten (David Bohm, Ilya Prigogine), andere hatten ihre wissenschaftliche Karriere aufgegeben und wurden erfolgreiche Buchautoren (Fritjof Capra, Rupert Sheldrake). Die Suche nach einem umfassenderen Weltverständnis teilten sie im Prinzip mit Mainstream-Physikern wie etwa Stephen Hawking, aber während Hawking und andere mit der angestrebten Grand Unified Theory dem (christlichen) Gottesglauben und aller Metaphysik den Boden entziehen wollen, propagierte New Age Science umgekehrt die Allgegenwart des Göttlichen im Kosmos. Da dieser prinzipielle Unterschied die Interpretation naturwissenschaftlicher Resultate betrifft und nicht diese selbst, schlug Hanegraaff vor, „New Age Science“ trotz der insofern falschen Bezeichnung science (= Naturwissenschaft) als Naturphilosophie zu betrachten. Dabei unterschied er fünf Haupt-Richtungen: das „Holographische Paradigma“ (Bohm, Karl Pribram), das „Paradigma der Selbstorganisation“ (Prigogine u. a.), die Hypothese der „formbildenden Verursachung“ (formative causation, Sheldrake), die Gaia-Hypothese (Lynn Margulis / James Lovelock) und Capras „Parallelismus“.

## Rezeption
Zum Umfang der Anhängerschaft des New Age gibt es keine belastbaren Daten. Ein Grund dafür ist die Unschärfe des Begriffs „New Age“; dazu kommt der Umstand, dass er als Selbstbezeichnung häufig abgelehnt wurde und eher als externe Zuschreibung gebräuchlich war. Schätzungen der Anhängerschaft in den USA in den späten 1970er bis frühen 1990er Jahren variierten von 20.000 bis zu 6 Millionen.

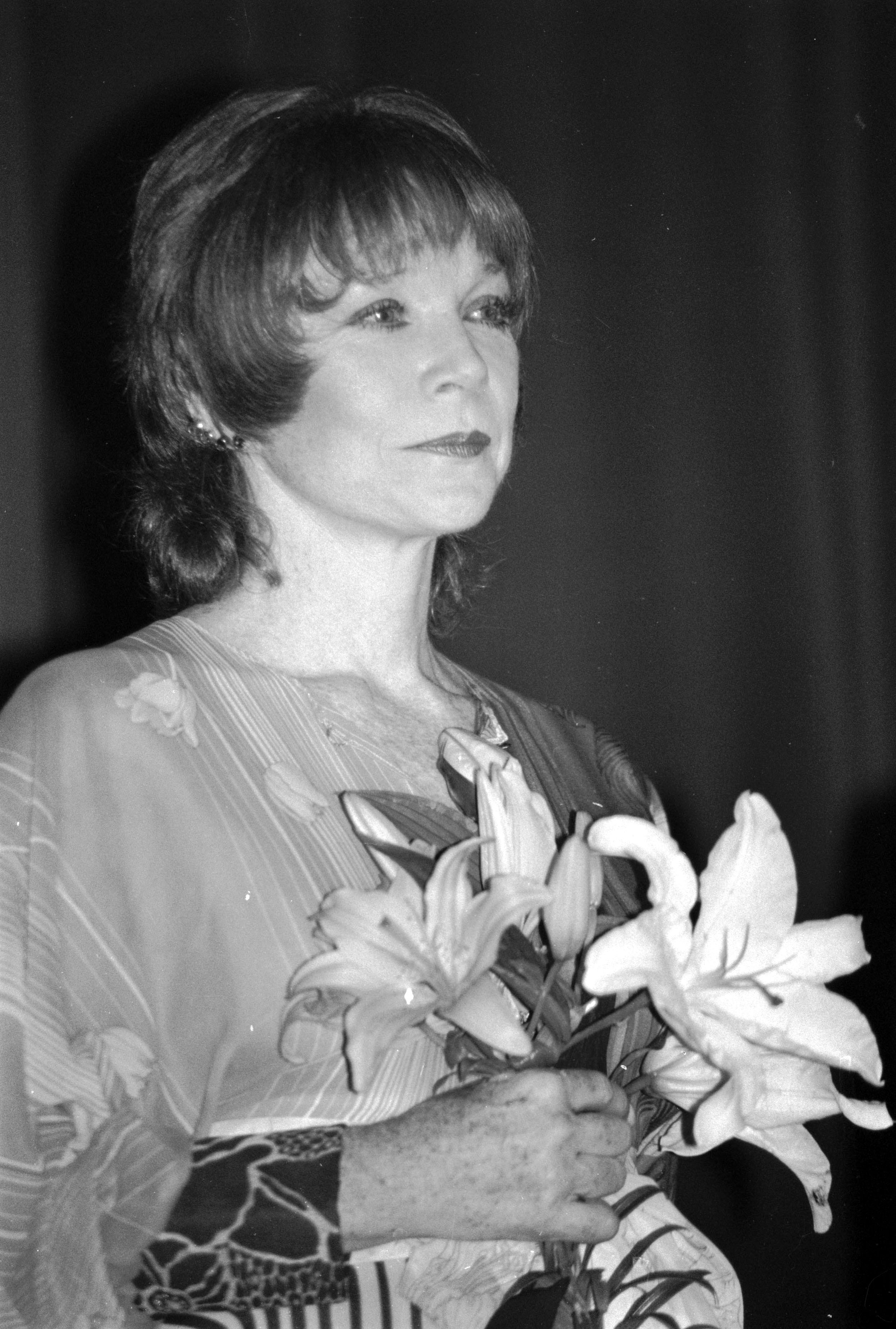
Shirley MacLaine (1987)

Die Bezeichnung „New Age“ etablierte sich in den 1980er Jahren als erfolgreiche Kategorie im Buchhandel. In der Mitte der 1980er Jahre begannen die Massenmedien (Zeitungen, Illustrierte, Fernsehen) das Phänomen New Age zu rezipieren, wobei sie anfangs eine ambivalente Haltung einnahmen und mit der Zeit einer eher ablehnenden Position zuneigten. Sehr einflussreich war der fünfstündige, autobiographisch gehaltene TV-Film Out on a Limb der populären Schauspielerin Shirley MacLaine, der 1987 von ABC ausgestrahlt wurde und MacLaines „Konversion“ zum New Age zum Gegenstand hatte. Lewis und Melton bezeichnen diese TV-Miniserie als das herausragende Ereignis, das in Nordamerika erstmals eine breite Aufmerksamkeit auf das New Age zog. Die dadurch ausgelöste Präsenz eher trivialer Aspekte des New Age in den Massenmedien führte jedoch dazu, dass andere Vertreter des New Age sich von dieser Bezeichnung zu distanzieren begannen. Schon in den frühen 1990er Jahren hatte „New Age“ aus diesem und anderen Gründen ein derart negatives Image erhalten, dass die Buchverlage begannen, diese Kategorie durch andere Bezeichnungen zu ersetzen.
Von großer Bedeutung für die Rezeption des New Age waren die Reaktionen, die es in christlichen Milieus und Institutionen auslöste. Diese Reaktionen waren überwiegend ablehnend, oft ambivalent und gelegentlich auch positiv. Eine frühe Publikation, die unter englischsprachigen Christen weite Beachtung fand, war The Hidden Dangers of the Rainbow von Constance Cumbey (1983). Cumbey beschrieb das New Age als eine organisierte Bewegung mit der Zielsetzung, eine Weltregierung einzusetzen, und stellte historische Bezüge zum NS-Staat her. Dave Hunt und T.A. McMahon brachten in ihrem Bestseller The New Spirituality (1988) New Age mit Satanismus in Verbindung, gaben Gerüchte über Menschenopfer in satanistischen Gemeinden wieder, griffen das unter Christen beliebte Motiv der Rockmusik als Instrument des Bösen auf und zeichneten ebenfalls Verbindungen zum Nationalsozialismus. In den frühen 1990er Jahren hatte, wie Kemp konstatiert, das New Age den weltlichen Humanismus als Hauptfeind des traditionellen Christentums abgelöst. Dabei waren die großen christlichen Kirchen in ihren offiziellen Stellungnahmen zurückhaltender als die zuvor genannten Buchautoren, stützten sich jedoch vielfach bei der Kenntnis des New Age auf dezidiert ablehnende Sekundärliteratur. Anders ein 2003 vom Vatikan veröffentlichtes Positionspapier, das auf seriösen wissenschaftlichen Quellen beruht und laut Kemp eine „sehr gute“ Beschreibung des New Age gibt. Im Anschluss an diese kommt der Vatikan zu dem Urteil, dass insbesondere hinsichtlich des Verständnisses Jesu Christi die Ansichten des New Age mit denen der katholischen Kirche unvereinbar sind.
Der österreichische Historiker Helmut Reinalter sieht rechtsextreme Inhalte im New Age, vor allem was die Ablehnung der Aufklärung und der aus ihr resultierenden politischen Konzepte betrifft, die Annahme einer „natürlichen Ordnung“, in der soziale und politische Ungleichheit und Krisen als unabänderlich vorgegeben imaginiert werden, sowie eine mythisch-mystische Naturmetaphorik, die anschlussfähig an die biologistischen Denkmuster eines völkischen Kulturverständnisses ist. Als Beispiel für eine Verbindung zwischen ökospirituellen und rechtsextremen Konzepten nennt der Theologe Matthias Pöhlmann die Anastasia-Bewegung.

### Primärquellen
- William Bloom (Hrsg.): The New Age – An Anthology of Essential Writing, London 1991
- Fritjof Capra: The Turning Point: Science, Society, and the Rising Culture, 1982; deutsch: Wendezeit, 1983, zahlreiche Neuauflagen, aktuelle Taschenbuch-Ausgabe 2004
- Marilyn Ferguson: The Aquarian Conspiracy, 1980; deutsch: Die sanfte Verschwörung, Basel 1982
- Willis Harman: Global Mind Change – The Promise of the Last Years of the Twentieth Century, Indianapolis 1988
- James R. Lewis (Hrsg.): The Encyclopedic Sourcebook of New Age Religions, 2004
- Peter Russell: The Awakening Earth – The Global Brain, 1982; deutsch: Die erwachende Erde – Unser nächster Evolutionssprung, 1984
- David Spangler: Revelation – The Birth of a New Age, 1971; deutsch: New Age – die Geburt eines neuen Zeitalters, Frankfurt/Main 1978
- David Spangler: The Rebirth of the Sacred, London 1984
- George Trevelyan: A Vision of the Aquarian Age, 1977 (online); deutsch: Eine Vision des Wassermann-Zeitalters, Freiburg 1980

### Sekundärliteratur
- Christoph Bochinger: „New Age“ und moderne Religion – Religionswissenschaftliche Analysen, Gütersloh 1994, 2. Aufl. München 1995
- Dominic Corrywright: Theoretical and Empirical Investigations into New Age Spiritualities, Oxford 2003
- Herbert Graf: Die „New-Age“-Bewegung : Wurzeln, Grundzüge, Praktiken (= Exordia. Nr. 2). Be&Be-Verlag, Heiligenkreuz 2017, ISBN 978-3-903118-21-8.
- Wouter J. Hanegraaff: New Age Religion and Western Culture: Esotericism in the Mirror of Secular Thought, Leiden 1996, Nachdruck Albany NY 1998
- Paul Heelas: The New Age Movement: The Celebration of the Self and the Sacralization of Modernity, Oxford & Cambridge 1996, 6. Aufl. 2005
- Ders.: Spiritualities of Life: New Age Romanticism and Consumptive Capitalism, 2008
- David J. Hess: Science and the New Age: The Paranormal, Its Defenders and Debunkers, and American Culture, Madison 1993
- Daren Kemp: New Age: A Guide, Edinburgh 2004
- Daren Kemp, James R. Lewis: Handbook of New Age, Leiden 2007
- Richard Kyle: The New Age Movement in American Culture, Lanham 1995
- James R. Lewis, J. Gordon Melton (Hrsg.): Perspectives on the New Age, Albany 1992
- Ernest Lucas: Science and the New Age Challenge, Leicester 1996
- J. Gordon Melton, Gerome Clark, Aidan A. Kelly (Hrsg.): New Age Almanac, Detroit 1991
- Mikael Rothstein (Hrsg.): New Age Religion and Globalization, Aarhus 2001
- Horst Stenger: Die soziale Konstruktion okkulter Wirklichkeit – Eine Soziologie des „New Age“, Opladen 1993
- Steven Sutcliffe: Children of the New Age: A History of Spiritual Practices, London 2002
- Hugh Urban: New Age, Neopagan, and New Religious Movements. Alternative Spirituality in Contemporary America. University of California Press, Berkeley 2015, ISBN 978-0-520-96212-5.
- Michael York: The Emerging Network: A Sociology of the New Age and Neo-Pagan Movements, London 1995

### Nachschlagewerke
- John Ankerberg: Encyclopedia of New Age Beliefs., Eugene (Oregon), 1998.
- Michael York: The A to Z of New Age Movements., Lanham, Toronto, Plymouth, 2009.